# 1907年のスポーツ

## アイスホッケー
- スタンレー・カップ
  - 1月：優勝：ケノラ・シスルズ、準優勝：モントリオール・ワンダラーズ (ECAHA)
  - 3月：優勝：モントリオール・ワンダラーズ (ECAHA)、準優勝：ケノラ・シスルズ

## 競馬

### イギリス
クラシック
- 2000ギニー優勝馬：スリーヴガリオン
- 1000ギニー優勝馬：ウィッチエルム
- エプソムダービー優勝馬：オービィ
- オークス優勝馬：グラスドール
- セントレジャーステークス優勝馬：ウールワインダー

主要レース
- ジョッキークラブステークス優勝馬：サンシー
- アスコットゴールドカップ優勝馬：ザホワイトナイト
- エクリプスステークス優勝馬：ラリー
- プリンスオブウェールズステークス優勝馬：カペル
- チャンピオンステークス:優勝馬：ガルバーニ
- グランドナショナル優勝馬：エレモン

リーディングサイアー
- チャンピオンサイアー - セントフラスキン
- チャンピオンブルードメアサイアー - セントサイモン

## ゴルフ

### 世界4大大会（男子）
- 全米オープン優勝者：アレックス・ロス（アメリカ）
- 全英オープン優勝者：アルノー・マシー（フランス）

## 自転車競技

### ロードレース
- 第5回ツール・ド・フランス
総合優勝：ルシアン・プチブルトン（フランス）

## テニス

### グランドスラム
- 全豪選手権　男子単優勝：ホーレス・ライス（オーストラリア）
- 全仏選手権　男子単優勝：マックス・デキュジス（フランス）、女子単優勝：カーメル伯爵夫人（フランス）
- ウィンブルドン　男子単優勝：ノーマン・ブルックス（オーストラリア）、女子単優勝：メイ・サットン（アメリカ）
- 全米選手権　男子単優勝：ウィリアム・ラーンド（アメリカ）、女子単優勝：イブリン・シアーズ（アメリカ）

オーストラリアのノーマン・ブルックスが、ウィンブルドン選手権で最初の「イギリス人以外の男子シングルス優勝者」になった。

## 野球

### アメリカ大リーグ
- ワールドシリーズ
シカゴ・カブス（ナ・リーグ） （4勝0敗） デトロイト・タイガース（ア・リーグ）

## その他のスポーツ
- 1月19日 - 慶應ホッケー部が横浜外人クラブと初の国際試合
横浜外人 6-0 慶應義塾

## 誕生
- 1月1日 - 人見絹枝（岡山県、陸上競技、+1931年）
- 2月19日 - 武田文吾（北海道、競馬、+1986年）
- 3月20日 - 山下実（兵庫県、野球、+1995年）
- 4月2日 - 田中義雄（アメリカ、野球、+1985年）
- 5月1日 - ボルマリ・イソ＝ホロ（フィンランド、陸上競技、+1969年）
- 5月17日 - イローナ・エレク（ハンガリー、フェンシング、+1988年）
- 6月6日 - ビル・ディッキー（アメリカ、野球、+1993年）
- 7月23日 - 宮武三郎（香川県、野球、+1956年）
- 8月12日 - アンドリュー・カールトン（オーストラリア、水泳、+1975年）
- 9月28日 - ヘイキ・サボライネン（フィンランド、体操、+1998年）
- 10月22日 - ジミー・フォックス（アメリカ、野球、+1967年）
- 11月19日 - ルイージ・ベッカリ（イタリア、陸上競技、+1990年）
- 12月10日 - ルシアン・ローラン（フランス、サッカー、+2005年）
- 12月18日 - 藤本冨良（静岡県、競馬、+1994年）
- 12月30日 - シグムント・ルード（ノルウェー、スキージャンプ、+1994年）

## 死去
- 1月25日 - ルネ・ポチエ（フランス、自転車競技、*1879年）
- 2月12日 - ミュリエル・ロブ（イングランド、テニス、*1878年）
- 6月21日 - レナ・ライス（アイルランド、テニス、*1866年）